# NGC 4827
NGC 4827 é uma galáxia elíptica (E-S0) localizada na direcção da constelação de Coma Berenices. Possui uma declinação de +27° 10' 43" e uma ascensão recta de 12 horas, 56 minutos e 43,7 segundos.
A galáxia NGC 4827 foi descoberta em 11 de Abril de 1785 por William Herschel.